# EasyGov.swiss
EasyGov.swiss est un portail en ligne pour les entreprises en Suisse. Cette plateforme d'administration électronique est exploitée par le Secrétariat d'État à l'économie, SECO. Grâce à la plateforme EasyGov.swiss, les entreprises peuvent, par exemple, s'inscrire au registre du commerce ou s'enregistrer auprès de Assurance-vieillesse et survivants, Taxe sur la valeur ajoutée et Assurance-accidents. EasyGov.swiss a été lancé en 2017.

## Pandémie de Covid-19
À la suite de la décision du Conseil fédéral de soutenir l'économie Suisse durant la pandémie de Covid-19 en Suisse par des crédits transitoires pour les entreprises, EasyGov.swiss a pris un rôle clé dans la distribution de ces crédits. En fait, le processus de candidature se déroule via cette plateforme,.